# Morsea dumicola
Morsea dumicola är en insektsart som beskrevs av Rehn, J.A.G. och Morgan Hebard 1918. Morsea dumicola ingår i släktet Morsea och familjen Eumastacidae. Inga underarter finns listade i Catalogue of Life.